# Savitṛ
Savitṛ è una divinità vedica, che rappresenta uno degli aspetti del Sole. Il suo nome in sanscrito significa "vivificante".
È spesso assimilato al principale dio solare Sūrya, ma altre volte è considerato una divinità indipendente. Quando considerato distinto da Sūrya, è concepito come il portatore dell'influenza divina e del potere vivificante del Sole. Il Sole prima dell'alba è chiamato Savitṛ, e dopo l'alba fino al tramonto è chiamato Sūrya.
Savitṛ è venerato nel Ṛgveda, la più antica componente delle scritture vediche. Viene menzionato per la prima volta nel terzo libro (RV 3.62.10), in seguito chiamato Gayatri mantra. Inoltre, è descritto con grande dettaglio nell'Inno 35, chiamato anche "Inno di Savitr". In questo inno, Savitr è personificato e rappresentato come una divinità protettrice. Nel complesso, è celebrato in undici interi inni del Ṛgveda e in parti di altri testi, e il suo nome è menzionato circa 170 volte in totale. Nel Viṣṇu Purāṇa è indicato come uno degli Āditya, le dodici divinità solari figlie di Kaśyapa e Aditī.
Nell'induismo moderno, è adorato come un aspetto di Sūrya ed è indicato come Sāvitrī.